# Gabe Davis
Gabriel Davis (Sanford, 1º aprile 1999) è un giocatore di football americano statunitense che milita nel ruolo di wide receiver per i Jacksonville Jaguars della National Football League (NFL).

## Carriera

### Buffalo Bills
Davis al college giocò a football alla University of Central Florida dal 2017 al 2019. Fu scelto nel corso del quarto giro (128º assoluto) del Draft NFL 2020 dai Buffalo Bills. Debuttò come professionista partendo nella gara del primo turno contro i New York Jets ricevendo 2 passaggi per 16 yard dal quarterback Josh Allen. La settimana successiva contro i Miami Dolphins segnò il suo primo touchdown. La sua stagione da rookie si concluse con 35 ricezioni per 599 yard e 7 touchdown, disputando tutte le 16 partite.
Nella settimana 10 della stagione 2021 contro i New York Jets, Davis ricevette tutti e tre i passaggi lanciati nella sua direzione per 100 yard, un massimo stagionale nella stagione regolare. Nel divisional round dei playoff contro i Kansas City Chiefs esplose ricevendo un record in carriera di 201 yard e segnò un record NFL per la post-season di 4 touchdown su ricezione, nella sconfitta ai tempi supplementari.
Davis aprì la stagione 2022 andando a segno nella vittoria sui Los Angeles Rams campioni in carica. Nella settimana 5 contro i Pittsburgh Steelers ricevette 171 yard e 2 touchdown, incluso uno da 98 yard nel primo quarto che pareggiò la più lunga ricezione nella storia della franchigia. Fu anche la più lunga ricezione di tutta la NFL nel 2022. Nel primo turno di playoff ricevette 6 passaggi per 113 yard e un touchdown nella vittoria sui Miami Dolphins.

### Jacksonville Jaguars
L'11 marzo 2024 Davis firmò un contratto triennale con i Jacksonville Jaguars.